# Nina Paley
Nina Paley (3 de mayo de 1968) es una dibujante estadounidense, animadora y activista de la cultura libre.
Dirigió el largometraje animado Sita Canta el Blues. Fue la creadora y en ocasiones la escritora de las tiras de cómic Las aventuras de Nina y Fluff, pero la mayoría de su trabajo reciente ha sido en animación.

## Primeros años
Paley nació en Urbana, Illinois, siendo la hija de Jean (Passovoy) e Hiram Paley. Su familia era judía. Su padre era un profesor de matemática en la Universidad de Illinois y era alcalde de Urbana, donde residían, por un mandato a comienzos de la década de 1970.
Asistió a la escuela primaria y  secundaria, ilustrando una historieta de "Historia del Polo Norte" en colaboración con el profesor de historia del Instituto Universitario, Chris Butler, y asistió luego a la Universidad de Illinois, estudiando arte por dos años.
Su primera animación la realizó a la edad de 13 años, grabando en formato Super-8. Su primera animación en su vida adulta fue el cuento Follow Your Bliss. Su segunda animación de arcilla, I Heart My Cat, fue filmada con una cámara Krasnogorsk. Ellos dos, junto con Cancer, fueron hallados en un VHS con la descripción "NINA PALEY DEMO REEL 1998". En 2012, Paley decidió publicarlas bajo licencia Creativo Commons Atribución-Compartir.

## Las aventuras de Ninay otros trabajos

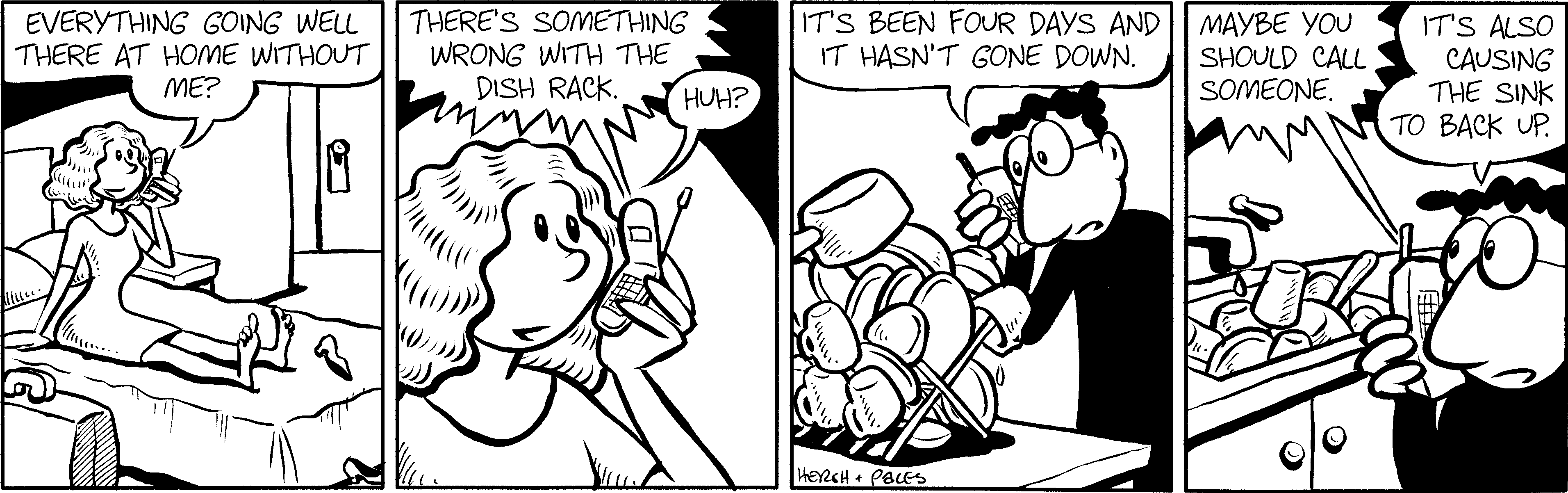
Tira The Hots

En 1988, Paley se mudó a Santa Cruz, California, y empezó a escribir y dibujar la tira Las aventuras de Nina. En 1991,  se trasladó a San Francisco. En 1995,  empezó a dibujar Fluff, una tira más popular sobre un gato, el cual cosechó un éxito modesto. En 1998, también comenzó a experimentar con la animación.
En 1999,  hizo la primera película IMAX sin cámara, Pandorama, un corto Modernista que fue exhibido en los principales festivales de cine 35 mm durante 2000 y 2001. En el formato 70 mm forma, también estuvo un año en cartelera en Berlín Cinestar y ha sido proyectado en otras salas IMAX.
En 2001,  produjo Fetch!, un corto humorístico basado en una variedad de ilusiones ópticas, el cual se hizo popular desde entonces.
Nina comenzó a trabajar en  una serie basada en un tema más polémico, crecimiento poblacional.  La pieza central de la serie era La Cigüeña , en donde el entorno natural es bombardeado hasta la destrucción por las cigüeñas que lanzan bebés. La película es una expresión compacta del conflicto entre la población humana creciente y el ecosistema en el que tiene que vivir. El corto de tres minutos y medio tuvo un éxito considerable en festivales y resultó en una invitación a Sundance en 2003.  En este tiempo Paley también dibujó varias tiras de cómic para VHEMT, que todavía pueden apreciarse en el sitio web de VHEMT.
A comienzos de 2010 Paley empezó a dibujar un nuevo cómic de tres paneles, llamado Mimi & Eunice, distribuido bajo una licencia copyleft. En 2013, Paley creó una animación en Vimeo describiendo el conflicto de Oriente Medio a través de la historia, que fue nombrada Selección del Personal.
Entre proyectos, Paley ha trabajado como directora freelance en DUCK Studios en Los Ángeles.

## Sitay trabajos recientes

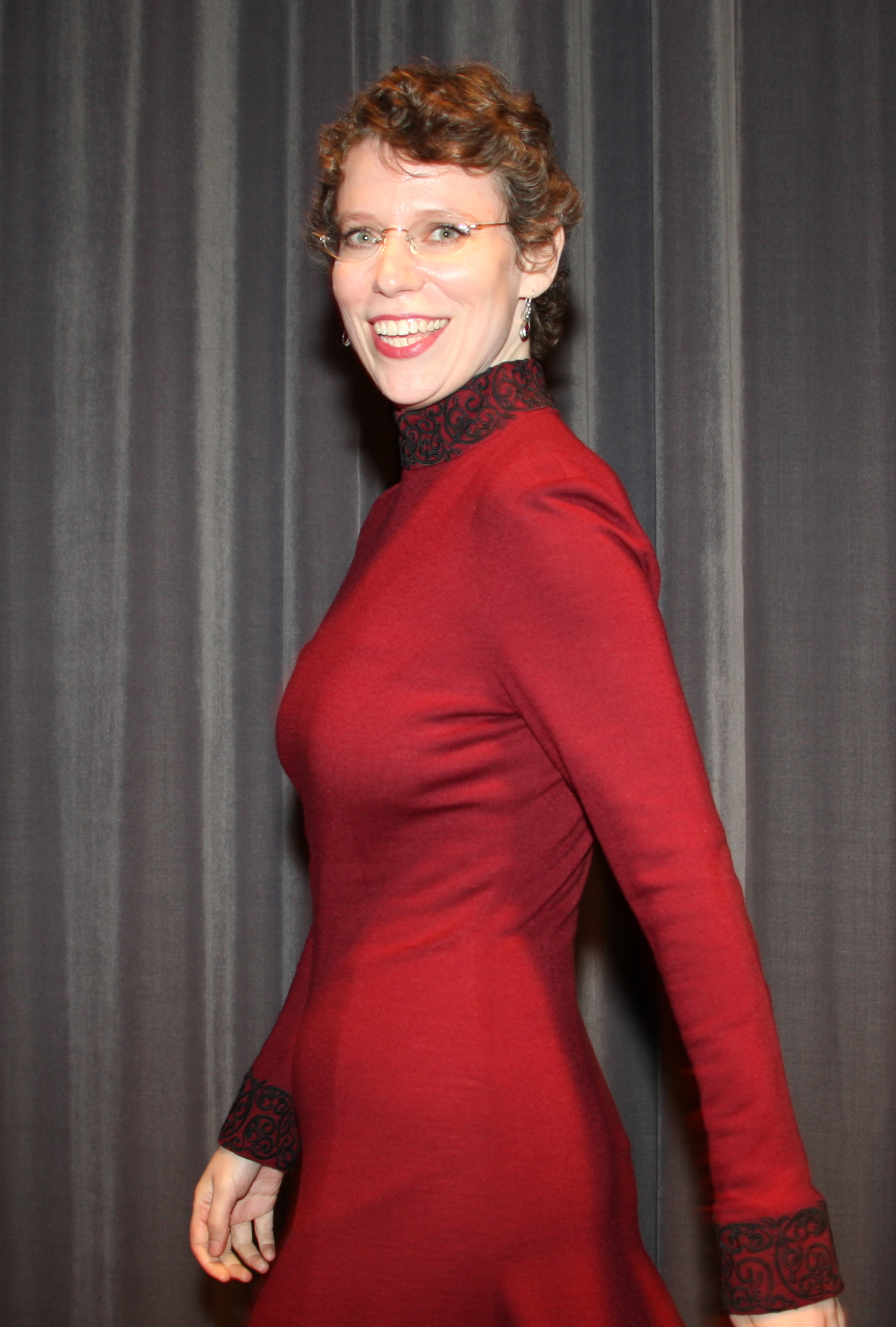
En la premier de Berlinale en 2008

En 2002, Paley se mudó a Trivandrum, India, donde su marido había tomado un trabajo. Mientras visitaba Nueva York en viaje de negocios sobre su tercera tira, The Hots, su marido la abandonó. Incapaz de regresar a Trivandrum o San Francisco, se instala en Brooklyn, Nueva York. La crisis personal generó que se interese por el Ramayana, que había encontrado en India, y la motivó para producir un corto combinando un episodio del Ramayana con una canción grabada en 1929 por Annette Hanshaw, "Mean To Me".
Desde entonces ha añadido episodios y otros materiales al trabajo, el cual se llama ahora Sita Canta el Blues, expandiéndolo para abarcar el Ramayana, sobre la mujer de Rama, Sita, utilizando una variedad de estilos y técnicas de animación. Muchos de los episodios han aparecido en festivales de animación recientes. El trabajo final fue presentado en Berlín Festival de cine Internacional el 11 de febrero de 2008.
Ha enseñado en la sección de diseño y tecnología de Parsons, parte de La Escuela Nueva.
En 2012 comenzó a trabajar en un proyecto llamddo "Seder Masochism", una película animada poco ortodoxa sobre el Éxodo, narrada por registros de Pésaj Seders. La primera etapa fue un experimento, que fue financiado a través de Kickstarter. La película completa será producida en la segunda etapa.

## Activismo en cultura libre

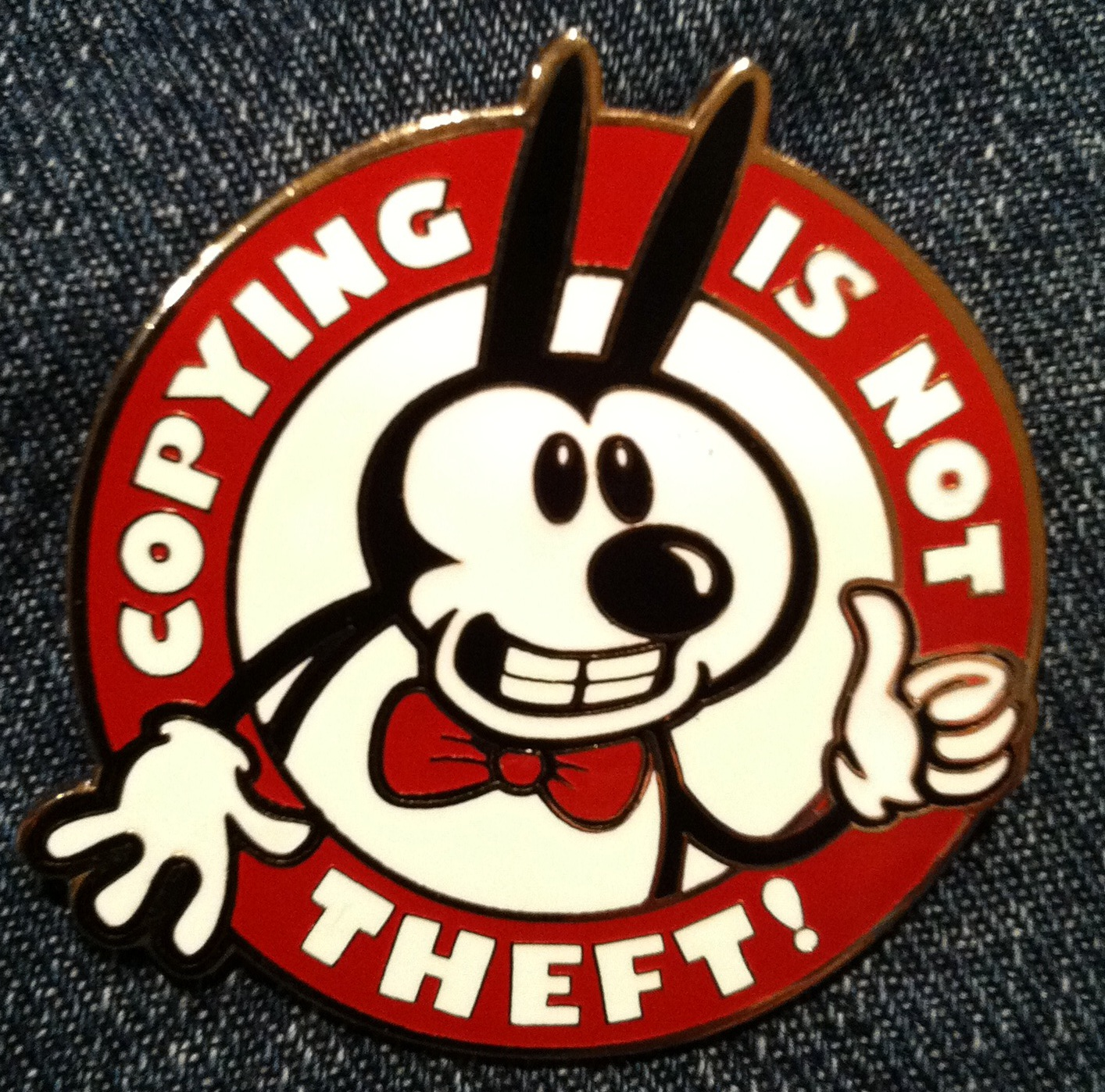
"Copiar no es robar", por Paley

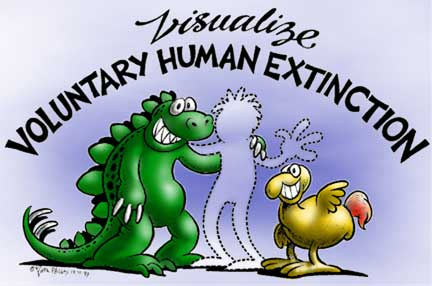
Viñeta para el Movimiento por la Extinción Humana Voluntaria

Debido a los obstáculos para gestionar los derechos sobre las grabaciones de Hanshaw para Sita Canta el Blues, Paley comenzó a militar en el movimiento de cultura libre.
Desde 2009 es una artista -en-residencia en Questioncopyright.org, organización sin ánimo de lucro, que incluye llevar adelante los proyectos "Minute Memes" y el "Proyecto de Distribución Sita". "Minute Memes" es una serie de cortos de un minuto de duración, conteniendo "memes" sobre restricciones de copyright y la libertad artística, hechos por Paley. Escribió y cantó la canción de "Copiar no es un robo", pensada para ser libremente remizada por otras personas, que también significó el primer clip animado de "Minute Meme". Las siguientes animaciones en esta serie son "Todo Trabajo Creativo Es Derivado", "Tributo a la EFF" y "Credit is Due": La Canción de Atribución". También hizo una guía ilustrada a la idea de contenido libre ("Entendiendo el Contenido Libre").
En 2010 empezó una nueva tira, "Mimi & Eunice", destacando los problemas y paradojas de la propiedad intelectual.
Planea publicar mucho de su trabajo, incluyendo "Las aventuras de Nina", "Fluff", y todo trabajo original en Sita Canta El Blues, bajo una licencia copyleft. El sitio web para Sita Canta el Blues incluye un wiki donde sus seguidores contribuyeron con subtítulos traducidos para el DVD de la película.  El 18 de enero de 2013, Nina publicó en su blog que la licencia de copyright para SSTB era modificada de CC-BY-SA a CC-0, colocando el trabajo en dominio público.
En 2012 fue una huésped especial en la conferencia internacional CopyCamp en Varsovia.
Paley ganó el premio IP3 de la Organización de Conocimiento Público en 2010 "por su trabajo en propiedad intelectual".

## Trabajos

### Tiras de cómic
- Las aventuras de Nina
- Fluff
- The Hots
- Mimi & Eunice

### Filmografía

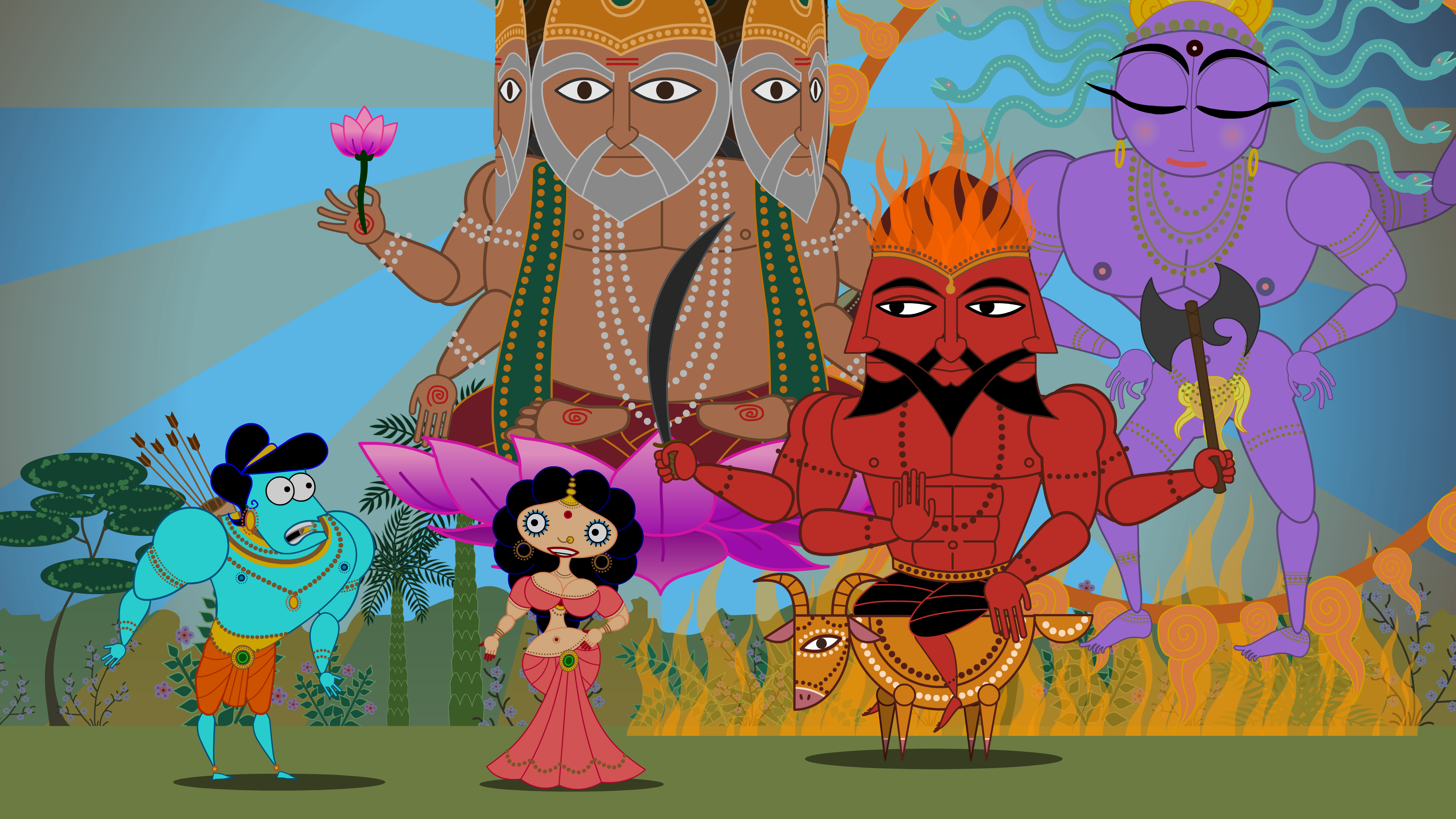
Captura del largometraje Sita Canta el Blues

- Cancer (1998. Dibujo directo sobre película. 2 minutos. Color. 35mm.)
- Luv Es... (1998. Animación de arcilla. 3,5 minutos. Beta SP / Super-8. Color.)
- I (Heart) My Cat (1998. Animación de arcilla. 3 minutos. 16mm. Color.)
- Pandorama (2000. Dibujo directo sobre película. 3 minutos. Color. 15perf/70mm - también conocido como "IMAX")
- Fetch![34]  (2001. animación digital 2D. 4,5 minutos. 35mm. Color.)
- La Cigüeña[35] (2002. animación digital 2D (Flash/Photoshop/Final Cut Pro). 3 minutos.  Video. Color.)
- Diosa de la Fertilidad (2002. animación digital 2D . 2 minutos. Arcilla sobre vidrio.  Color. 35mm.)
- Fertco  (2002. 2-D animación digital. 3 minutos. Color. Video.)
- The Wit and Wisdom of Cancer[36] (2002. animación digital 2D . 4,5 minutos. Color. Diálogo. Vídeo.)
- Sita Canta el Blues (82 min, 2003–2008, animación digital 2D. Color.)
- Esta Tierra Es Mía  - Una breve historia de la tierra llamada Israel/Palestina/Canaán/Levante (3,32 min, 2012, animación digital 2D.[37] Color.)
- Sobre los Niños, un segmento en Kahlil Gibran' The Prophet (2015. animación digital 2D . Color.)
- Seder-Masochism (1h 17min, 2018. Largometraje animación digital 2D)

### Apariciones en medios de comunicación
- The Tom and Doug Show - Paley ha sido una invitada regular en el ciclo de radio semanal sobre comedia musicalen el Pacifica Radio Network.[38] Ella "mostró" su película   "Muestre" su película "The Wit and Wisdom of Cancer" en el programa 304, y discutió sobre su hablado su "movimiento de Resistencia a la Navidad" en el ciclo 336, también las canciones de Doug y Tom "Gangsta Knitter" y "Tarde o temprano" en el programa 232,  habló sobre su película "Sita Canta el Blues" en el 361, y Tom y Doug reescribieron su canción "Copiar No Es Robar" y la tocaron para ella en el programa 377.[39]